# 納富廉邦
納富 廉邦（のうとみ やすくに、1963年6月22日 - ）は、日本のフリーライター。男性。文房具などの小物収集家で「小物王」を自称する。佐賀県出身。

## 人物
- 幼少期より多趣味でものを書くのが好きで、小説を書いたり、バンドの作詞をしていた。
- 文房具を中心に娯楽グッズを収集、さまざまなメディアで発信している。
- 主な活動の場はWEBのコラムや記事で、書籍の執筆なども行っている。
- 講演会やラジオ・テレビ番組にも出演。『マツコの知らない世界』ではボールペン、『嵐にしやがれ』ではシステム手帳を紹介した。

## 著書
- 『手帳術って何だ？ 手帳鼎談』（株式会社ステイショナー、 2013年12月3日）
- 『大人のカバンの中身講座』（玄光社 、2014年9月18日）ISBN 9784768305584
- 『百四十文字小説集（笑）』（BCCKS Distribution、 2015年1月30日）
- 『40歳からのハローギター』絵：たかしまてつお（幻冬舎 、2017年10月25日）ISBN 9784344031999

など

## メディア出演
- マツコの知らない世界（TBSテレビ、2015年5月26日「ボールペンの世界」[3]）
- 嵐にしやがれ「システム手帳」
- モニタリング

など

## 連載
- 日経クロストレンド「ヒットアラート」
- citrus カジュアルに知性をアップデート「納富廉邦」
- ウレぴあ総研 エンタメ記事